# بهاء طاهر
بهاء طاهر (13 يناير 1935 – 27 أكتوبر 2022)؛ مؤلف روائي وقاص ومترجم مصري ولد في الجيزة، ومنح الجائزة العالمية للرواية العربية عام 2008 عن روايته واحة الغروب، حصل على الشهادة الجامعية من كلية الآداب قسم التاريخ، عام 1956 من جامعة القاهرة ودبلوم الدراسات العليا في الإعلام شعبة إذاعة وتلفزيون سنة 1973.

## حياته
ولد بهاء طاهر في محافظة الجيزة في 13 يناير سنة 1935. عمل مترجمًا في الهيئة العامة للاستعلامات بين عامي 1956 و 1957، وعمل مخرجًا للدراما ومذيعًا في إذاعة البرنامج الثاني الذي كان من مؤسسيه حتى عام 1975 حيث منع من الكتابة. بعد منعه من الكتابة ترك مصر وسافر في أفريقيا وآسيا حيث عمل مترجما. وعاش في جنيف بين عامي 1981 و1995 حيث عمل مترجما في الأمم المتحدة عاد بعدها إلى مصر ولازمها إلى أن توفي بها.

## أعماله
من أعماله:
- الخطوبة (مجموعة قصصية) صدرت عام 1972
- بالأمس حلمت بك (مجموعة قصصية) ـ 1984
- أنا الملك جئت (مجموعة قصصية)
- شرق النخيل (رواية) ـ 1985
- قالت ضحى (رواية) ـ 1985
- ذهبت إلى شلال (مجموعة قصصية)
- خالتي صفية والدير (رواية تم تحويلها إلى مسلسل تليفزيوني).
- الحب في المنفى (رواية) 1995
- مسرحيات مصرية - عرض ونقد
- أبناء رفاعة - الثقافة والحرية
- ساحر الصحراء - ترجمة لرواية الخيميائي لباولو كويلو
- نقطة النور - رواية.
- واحة الغروب - رواية.
- لم أعرف أن الطواويس تطير (مجموعة قصصية).

## جوائز
- حاز على جائزة الدولة التقديرية في الآداب سنة 1998.
- حصل على جائزة جوزيبي اكيربي الإيطالية سنة 2000 عن خالتي صفية والدير.
- حصل على جائزة آلزياتور Alziator الإيطالية لعام 2008 عن الحب في المنفى - تعديل خالد خيري.
- حصل على الجائزة العالمية للرواية العربية عن روايته واحة الغروب.[5]

ورد بهاء طاهر جائزة مبارك للآداب التي حصل عليها عام 2009 في العام 2011 أثناء الاحتجاجات التي شهدتها مصر، وقال أنه لا يستطيع أن يحملها وقد أراق نظام مبارك دماء المصريين الشرفاء.

## قصر ثقافة بهاء طاهر
تم تكريم الكاتب الكبير بافتتاح وزير الثقافة الدكتور صابر عرب ومحافظ الأقصر اللواء طارق سعد الدين لقصر ثقافة بهاء طاهر بالأقصر.. والقصر تحفة معمارية.
ولقصر ثقافة بهاء طاهر قصة فقد تبرع الكاتب الكبير بقطعة أرض يمتلكها عن أهله بالأُقصر للدولة من أجل إقامة هذا القصر خدمة لقضايا الثقافة والمثقفين في الأقصر.
لم ينسَ بهاء طاهر صاحب خالتي صفية والدير والحب في المنفي وأبناء رفاعة وواحة الغروب والعديد من المجموعات القصصية مسقط رأسه الأقصر ، فقرر أن يتيح لأبناء عاصمة مصر القديمة الفرصة للإطلاع علي أحدث ما يبدعه العقل الإنساني. لم ينسَ الكاتب الكبير مسقط رأسه ولا قضايا أمته وهو في المنفي يعمل ما بين قارتي إفريقيا وآسيا بعد منعه من الكتابة في مصر والاستقرار في جنيف، حيث عمل مترجما بالمقر الأوروبي للأمم المتحدة ثم العودة مرة أخرى إلى الوطن والانخراط في الكتابة حيث كتب عمله القصصي الكبير الحب في المنفي الذي قال عنه د. علي الراعي بالأهرام رواية كاملة الأوصاف وعلاء الديب الصدق هو النبرة الأولى التي تصافحك في سطوره.

## وفاته
تُوفي بهاء طاهر مساء 27 أكتوبر 2022 عن عمر ناهز 87 عامًا متأثرًا بمرضه.

## وصلات خارجية
- بهاء طاهر على موقع أرشيف الشارخ
- بهاء طاهر على موقع المكتبة المفتوحة (الإنجليزية)